# Black Allan
Vous lisez un « bon article » labellisé en 2018.
Black Allan ou Allan F-1 (1886 - 1910) est l'étalon fondateur de la race de chevaux américaine
Tennessee Walker. Il est le fils d’une jument de race Morgan nommée Maggie Marshall, et d'Allendorf, un étalon descendant de la lignée d'Hambletonian 10. Black Allan a été enregistré sous le no 7623 par l’American Trotting Registry (registre du trot américain). Bien qu'il soit censé être un trotteur, il avait une préférence pour l'amble et n'a de fait jamais brillé en courses, utilisant l'allure désormais connue sous le nom de running walk.
Black Allan est un étalon noir, toisant 1,52 m de haut. Il a reçu le nom de Allan F-1 lorsque la Tennessee Walking Horse Breeders' Association, précurseur de la Tennessee Walking Horse Breeder's and Exhibitor's Association, a été créée en 1935. Il a eu plusieurs propriétaires tout au long de sa vie, mais ses derniers propriétaires, James Brantley et Albert Dement, ont été les seuls à le reconnaître comme reproducteur. Il a engendré au moins 40 poulains connus. Parmi eux, Roan Allen figure sous le numéro d'enregistrement F-38, Hunter Allen sous le F-10 et Merry Legs sous le F-4. Black Allan meurt le 16 septembre 1910, à l'âge de 24 ans.

## Histoire
Black Allan ou Black Allan F1 naît à Lexington, dans le Kentucky, en 1886. Sa mère est une jument de race Morgan nommée Maggie Marshall, son père Allendorf descend de la lignée du célèbre Hambletonian 10. Il est enregistré par l′American Trotting Registry sous le no 7623, soit « Allan 7623 ATR ».
Il est vendu à de nombreuses reprises tout au long de sa vie, la première fois aux côtés de sa mère. Au cours de ces reventes successives, il perd en valeur.
Il est acheté par George Ely en 1886 ou 1887. Ce dernier possède déjà un poulain de 1882 par Maggie Marshall, Elyria, dont le temps de trot au mile est de 2 min 25 s. Ely espère que Black Allan sera aussi bon que ce dernier poulain. Black Allan a pratiqué un amble latéral à quatre temps, désormais connu comme le running walk,. Il a couru, mais s'est révélé incapable d'accélérer vers la fin des courses, et a généralement terminé dernier. Néanmoins, en raison de son apparence, de sa rapidité en début de parcours et de ses longues enjambées, il est mis à la reproduction. Ely le revend en 1891, déçu de ses caractéristiques de reproducteur, et notamment de sa taille jugée trop réduite.
Allan est acheté par John P. Manikin de Murfreesboro, dans le Tennessee, pour 335 dollars américains. Il est de nouveau vendu quelques années plus tard. Un seul propriétaire, J. R. McCulloch, utilise Black Allan comme souffleur pour voir si ses juments sont en œstrus avant d'être conduites à des baudets pour produire des mules. Un autre propriétaire le négocie contre une pouliche noire, une vache laitière et 20 $. Quand Black Allan est vendu à son plus célèbre propriétaire, James Brantley, en 1903, son prix d'achat est de 110 $. Il a été vendu sans papiers, mais Brantley a finalement récupéré son certificat d'enregistrement. Brantley a monté Black Allan ; son fils French Brantley a parfois monté le cheval pour se rendre à l'école,. À la fin de sa vie, Black Allan a été vendu par James Brantley à Albert Dement (en), de Wartrace, dans le Tennessee, l'un des premiers éleveurs de Tennessee Walking Horse Breeders' Association. Le prix du cheval était de 140 $. Il a été vendu avec la garantie qu'il allait vivre au moins le temps de la saison de reproduction. Dement a gardé Black Allan au haras pendant seulement quelques mois avant sa mort, après qu'il a couvert en tout 111 juments,. Il est mort dans le haras de Dement le 16 septembre 1910, après avoir été nourri de sorgho vert. Bien qu'il soit alors réputé avoir 29 ans, Black Allan était en réalité âgé de 24 ans,.

## Description
Black Allan est un étalon noir haut de 1,52 m, avec une balzane haut chaussée sur le postérieur gauche, une balzane en couronne sur son postérieur droit, et une liste en-tête sur le front. Il est considéré comme le premier véritable étalon reproducteur de la race Tennessee Walker. La Tennessee Walking Horse Breeders' and Exhibitors' Association (Association des éleveurs et montreurs de Tennessee Walking Horse) le décrit comme « un petit étalon de tempérament doux et doté d'allures marchées confortables ». James Brantley l'avait décrit en son temps comme un cheval « aussi souple d'allures comme personne n'en a jamais monté », ajoutant qu'« aucun étalon n'a jamais vécu qui ait de meilleures dispositions. Ses allures au trot, à l'amble, au flat ou running walk étaient parfaites ». Il décrit Black Allan comme ayant « un style parfait, une tête très haute, une queue naturelle et haute, de la vitesse, des crins très fins, de bon os plat et un bon pied ». W. J. McGill, de Shelbyville, le décrit pour sa part (en 1945) comme ayant « des oreilles intelligentes, une tête parfaite, des yeux merveilleux, bien attachés, une encolure longue et élancée, une belle crinière et une belle tête, une épaule tombante décidée, et une poitrine qui appartient à un remarquable cheval du Tennessee. Ses fines lignes corporelles, son dos court, son ventre long, ses hanches et sa croupe lisses, sa queue longue et naturelle, son style abondant dans la tête et le cou, ses membres lisses, ses muscles lisses, ses bons pieds et ses os, sa manière facile et gracieuse d'entrer dans le running walk [...] ».

## Pedigree

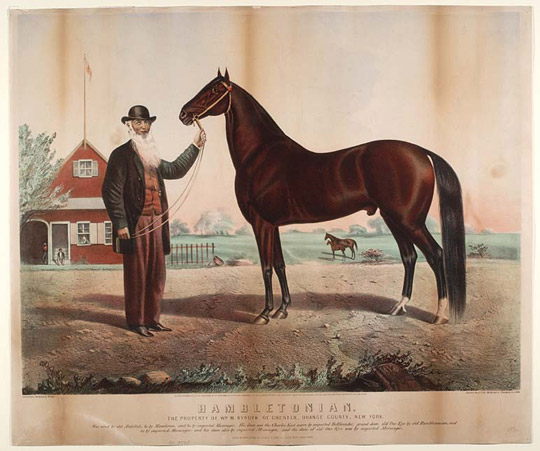
Hambletonian 10 est un ancêtre de Black Allan.

Le pedigree de Black Allan remonte à Justin Morgan, l'étalon fondateur de la race du Morgan, côté maternel. Il descend d'Hambletonian 10, l'étalon fondateur de la race Standardbred, du côté paternel.
| Origines de Black Allan                   | Origines de Black Allan        | Origines de Black Allan            | Origines de Black Allan |
| ----------------------------------------- | ------------------------------ | ---------------------------------- | ----------------------- |
| Père Allendorf 1882 - Standardbred Alezan | Onward 1875 - Standardbred     | Georges Wilkes 1852 Standardbred   | Hambletonian            |
| Père Allendorf 1882 - Standardbred Alezan | Onward 1875 - Standardbred     | Georges Wilkes 1852 Standardbred   | Dolly Spanker           |
| Père Allendorf 1882 - Standardbred Alezan | Onward 1875 - Standardbred     | Dolly 1861 Standardbred            | Mambrino Chief          |
| Père Allendorf 1882 - Standardbred Alezan | Onward 1875 - Standardbred     | Dolly 1861 Standardbred            | Fanny                   |
| Père Allendorf 1882 - Standardbred Alezan | Alma Mater 1872 - Standardbred | Mambrino Patchen 1862 Standardbred | Mambrino Chief          |
| Père Allendorf 1882 - Standardbred Alezan | Alma Mater 1872 - Standardbred | Mambrino Patchen 1862 Standardbred | Rodes mare              |
| Père Allendorf 1882 - Standardbred Alezan | Alma Mater 1872 - Standardbred | Estella 1866 Pur-sang              | Australian              |
| Père Allendorf 1882 - Standardbred Alezan | Alma Mater 1872 - Standardbred | Estella 1866 Pur-sang              | Fanny G                 |
| Mère Maggie Marshall 1869 - Morgan Noir   | Telegraph 1849 - Morgan        | Black Hawk 1833 Morgan             | Sherman Morgan          |
| Mère Maggie Marshall 1869 - Morgan Noir   | Telegraph 1849 - Morgan        | Black Hawk 1833 Morgan             | Queen of the neck       |
| Mère Maggie Marshall 1869 - Morgan Noir   | Telegraph 1849 - Morgan        | Inconnue                           | Inconnu                 |
| Mère Maggie Marshall 1869 - Morgan Noir   | Telegraph 1849 - Morgan        | Inconnue                           | Inconnue                |
| Mère Maggie Marshall 1869 - Morgan Noir   | Truman Pollock Mare Morgan     | Inconnu                            | Inconnu                 |
| Mère Maggie Marshall 1869 - Morgan Noir   | Truman Pollock Mare Morgan     | Inconnu                            | Inconnue                |
| Mère Maggie Marshall 1869 - Morgan Noir   | Truman Pollock Mare Morgan     | Inconnue                           | Inconnu                 |
| Mère Maggie Marshall 1869 - Morgan Noir   | Truman Pollock Mare Morgan     | Inconnue                           | Inconnue                |

## Descendance
Réputé « très prolifique » malgré une « localisation obscure », Black Allan a engendré une quarantaine de poulains. Trois de ses descendants, Roan Allen F-38, Merry Legs F-4, et Hunter Allen F-10, ont reçu des numéros d'enregistrement dans la désignation F, qui les désignent comme étalons fondateurs. La plupart des meilleurs descendants de Black Allan, dont Roan Allen et Merry Legs, sont nés à partir de croisements sur des juments de race American Saddlebred, en particulier de la lignée de Denmark.
En raison de l'influence de Black Allan et de sa faculté à transmettre ses allures et sa conformation à sa progéniture, il a reçu le numéro d'enregistrement F-1 lorsque la Tennessee Walking Horse Breeders' Association, précurseur de la Tennessee Walking Horse Breeders' and Exhibitors' Association, a été créée en 1935,. Il reste considéré comme l'étalon fondateur de la race du Tennessee Walker, l'une des rares races américaines ayant attribué cet honneur à un seul cheval,.